# 西藏润楠
西藏润楠（学名：Machilus yunnanensis var. tibetana）为樟科润楠属下的一个变种。

## 扩展阅读
- 維基物種上的相關：西藏润楠